# Gene (revue)
Ne doit pas être confondu avec Genes (revue) ou GeneReviews.
Pour les articles homonymes, voir Gene (homonymie).
Gene est une revue scientifique en génétique à comité de lecture, axée sur le clonage, la structure et la fonction des gènes. Créée en 1976, elle est publiée par Elsevier. Selon le Journal Citation Reports, le journal a un facteur d'impact de 2,319 en 2015.